# Боярский, Владимир Ильич
Влади́мир Ильи́ч Боя́рский (укр. Володимир Ілліч Боярський, имя при рождении и до 1942 года — Владимир Гелярович Баерский; 10 декабря 1901, село Бродецкое, Бердичевского уезда, Киевской губернии — 7 мая 1945, Пршибрам, ныне Чехия) — полковник РККА (1941). Деятель Русского освободительного движения. Заместитель начальника штаба Вооружённых сил Комитета освобождения народов России.

## Семья и образование
Родился в рабочей польской семье, сам работал слесарем-машинистом. Получил высшее гражданское и военное образование. Окончил рабочий факультет (1922) и экономический институт (1926), 2-ю Тифлисскую пехотную школу, Высшие стрелково-тактические курсы усовершенствования командного состава РККА, Военную академию имени М. В. Фрунзе (1937).

## Военная служба
Участвовал в гражданской и советско-польской войнах, был несколько раз ранен. В 1922 воевал против повстанцев в Дагестане, в 1924 участвовал в подавлении восстания в Грузии.
- Служил в 111-м стрелковом полку 37-й стрелковой дивизии: командир роты.
- В 1928—1929 — помощник командира батальона.
- В 1929—1930 — командир батальона.
- В январе — июле 1930 — помощник начальника штаба полка.
- В июле 1930 — июле 1932 — начальник штаба полка.
- В 1932—1934 — начальник штаба 80-го стрелкового полка 27-й стрелковой дивизии.
- В 1934—1937 учился в Военной академии имени М. В. Фрунзе.
- В 1937—1938 — преподаватель тактики на Высших стрелково-тактических курсах усовершенствования командиров пехоты «Выстрел».
- В 1938—1939 находился в запасе (был уволен в период массовых репрессий в отношении военнослужащих, восстановлен в армии после их окончания).
- В 1939—1940 — помощник начальника штаба 3-й стрелковой дивизии
- В 1940—1941 — заместитель начальника штаба 18-го стрелкового корпуса Дальневосточного фронта.
- С 1941 — полковник. В том же году вступил в Коммунистическую партию.
- В январе — марте 1941 — начальник оперативного отдела штаба 18-го стрелкового корпуса.
- В марте — сентябре 1941 — начальник штаба 31-го стрелкового корпуса.
- С сентября 1941 — командир 41-й стрелковой дивизии в Приволжском военном округе.
- С января 1942 находился на Юго-Западном фронте, в мае 1942 дивизия была окружена и разбита; 25 мая Баерский попал в плен.

## В Русском освободительном движении
В плену заявил о своём желании сотрудничать с немецкими властями. Содержался в Особом лагере под Винницей, 3 августа 1942 вместе с генералом А. А. Власовым подписал обращение к германскому командованию с призывом о формировании Русской освободительной армии. В том же месяце был освобождён из лагеря и 1 сентября 1942 назначен командиром Русской национальной народной армии (РННА), созданной в качестве эксперимента и расквартированной в посёлке Осинторф между Смоленском и Оршей. Работу по созданию РННА курировал абвер, к октябрю 1942 в этой воинской части насчитывалось около 8000 человек, однако тогда же немецкое командование приняло решение о её разделении на батальоны, которые должны были использоваться вермахтом по отдельности. Баерский выступил против этого решения, был арестован, но вскоре освобождён и назначен офицером по руководству и обучению Восточных добровольческих войск при штабе 16-й армии. В этом качестве вновь конфликтовал с немецким начальством и был уволен.
С лета 1943 инспектировал добровольческие восточные русские батальоны, находясь под началом генерала Власова. Принимал активное участие в создании Вооружённых сил Комитета освобождения народов России (ВС КОНР) и выработке политической программы КОНР. В январе-мае 1945 — заместитель начальника штаба ВС КОНР генерала Ф. И. Трухина, под руководством которого находился весной 1945 в составе Южной группы ВС КОНР.
5 мая 1945 выехал по приказу Трухина в район Праги для установления связи с наиболее боеспособной воинской частью КОНР — 1-й пехотной дивизией генерала Сергея Буняченко. В городе Пршибраме был захвачен чешскими партизанами, которыми командовал советский капитан Смирнов (псевдоним Олесинского Евгения Антоновича). Вступил в перепалку со Смирновым, дал ему пощёчину и сразу же был повешен.